# Buttero

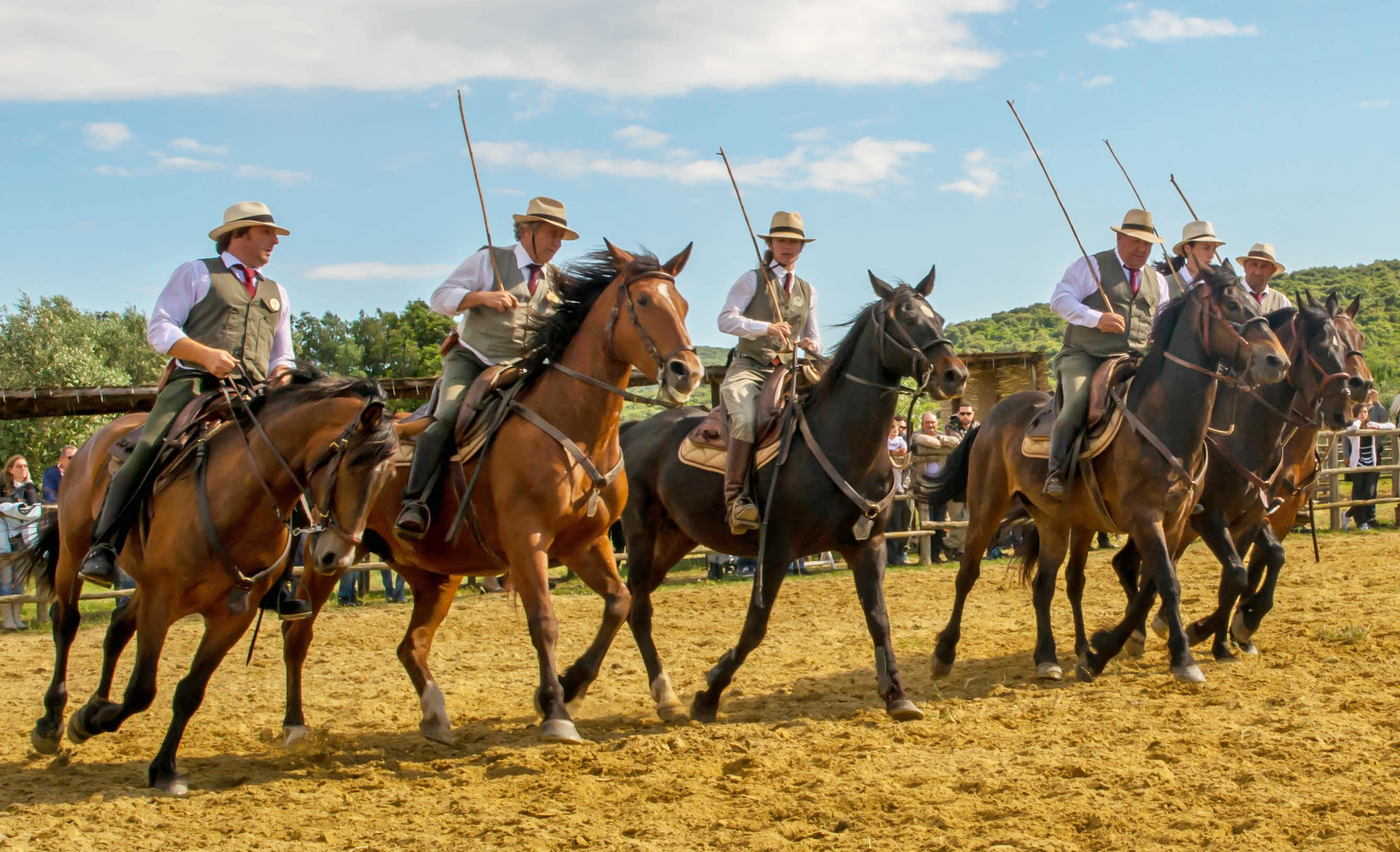
Butteri (2015)

Un buttero este un păstor sau cowboy din Italia, regiunea Maremma, Toscana, nordul Lazio și din Mlaștinile Pontine.